# Comité de liaison de la majorité présidentielle
Comité de liaison de la majorité présidentielle (česky Výbor spojení prezidentské většiny) je francouzská politická struktura iniciovaná Nicolasem Sarkozym na podporu jeho prezidentství a na podporu vlády Svazu pro lidové hnutí (UMP).
Kromě UMP sdružuje výbor ke straně přidružené organizace (strany, hnutí) i politické strany na UMP nezávislé (viz přehled členů). Smyslem výboru je koordinace společného postupu ve volbách, včetně tvorby jednotných kandidátek (poprvé pro volby do Evropského parlamentu 2009). Podle Françoise Fillona má představovat "laboratoř idejí, místo pro konfrontaci rozličných projektů, které ztělesňují pokud možno co největší rozmanitost francouzské společnosti". Ve výboru jsou přítomny i strany, které se hlásí k levici politického spektra, což odpovídá Sarkozyho politice "otevření se levici".

## Přehled členů
- Svaz pro lidové hnutí (UMP) & přidružené strany:
  - Radikální strana (PR)
  - Křesťanskodemokratická strana (PCD)
  - Pokrokáři (LP)
  - Dub (LC)
- Lov, rybolov, národ, tradice (CPNT)
- Nový střed (NC)
- Moderní levice (LGM)
- Hnutí pro Francii (MPF)